# Brett Lunger
 Brett Lunger  (14 de novembre del 1945, Wilmington, Delaware) va ser un pilot de curses automobilístiques estatunidenc que va arribar a disputar curses de Fórmula 1.
Brett Lunger va debutar a la dotzena cursa de la temporada 1975 (la 26a temporada de la història) del campionat del món de la Fórmula 1, disputant el 17 d'agost del 1975 el G.P. d'Àustria al circuit de Österreichring.
Va participar en quaranta-tres curses puntuables pel campionat de la F1, disputades en quatre temporades consecutives (1975-1978) aconseguint una setena posició com millor classificació en una cursa i no assolí cap punt pel campionat del món de pilots.

## Resultats a la Fórmula 1
| Any  | Equip               | Xassís       | Motor | 1      | 2       | 3         | 4         | 5       | 6     | 7       | 8       | 9       | 10      | 11      | 12     | 13      | 14      | 15     | 16     | 17  | Posició | Punts |
| ---- | ------------------- | ------------ | ----- | ------ | ------- | --------- | --------- | ------- | ----- | ------- | ------- | ------- | ------- | ------- | ------ | ------- | ------- | ------ | ------ | --- | ------- | ----- |
| 1975 | Hesketh Racing      | Hesketh      | Ford  | ARG    | BRA     | SUD       | ESP       | BEL     | MON   | SUE     | HOL     | FRA     | GBR     | ALE     | AUT 13 | ITA 10  | USA Ret |        |        |     | -       | 0     |
| 1976 | Surtees             | Team Surtees | Ford  | BRA    | SUD 11  | O.USA NVQ | ESP NVQ   | BEL Ret | MON   | SUE 15  | FRA 16  | GBR Ret | ALE Ret | AUT 10  | HOL    | ITA 14  | CAN 15  | USA 13 | JAP    |     | -       | 0     |
| 1977 | Chesterfield Racing | March Racing | Ford  | ARG    | BRA     | SUD 14    | O.USA Ret | ESP 10  | MON   | BEL NVS | SUE 11  | FRA NVQ | GBR 13  | ALE Ret | AUT 10 | HOL 9   | ITA Ret | USA 10 | CAN 11 | JAP | -       | 0     |
| 1978 | BS Fabrications     | McLaren      | Ford  | ARG 13 | BRA Ret | SUD 11    | O.USA NVQ | MON NVQ | BEL 7 | ESP NVQ | SUE NVQ | FRA Ret | GBR 8   | ALE NVQ | AUT 8  | HOL Ret | ITA Ret | USA 13 | CAN    |     | -       | 0     |

### Resum
| Curses: | Victòries: | Pòdiums: | Poles: | Voltes ràpides: | Punts: |
| ------- | ---------- | -------- | ------ | --------------- | ------ |
| 43 (34) | 0          | 0        | 0      | 0               | 0      |